# Gran Turismo 3: A-Spec
Pour les articles homonymes, voir GT3.
Gran Turismo 3: A-Spec (ou simplement  GT3) est un jeu vidéo de course automobile développé par Polyphony Digital et édité par Sony Computer Entertainment en 2001 sur PlayStation 2.
Troisième opus de la série Gran Turismo, le jeu se vend à près de 15 millions d'exemplaires écoulés à travers le monde et pousse le réalisme visuel à un degré inégalé à l'époque tout en approfondissant l'expérience de jeu proposé par Gran Turismo 2.

## Historique
Gran Turismo 3: A-spec est à l'origine prévu pour accompagner le lancement de la PlayStation 2 en 2000 et il est alors connu sous le nom Gran Turismo 2000. Seulement, si la PlayStation 2 propose des capacités étendues, ce qui implique déjà davantage de temps pour être exploité (par exemple, modéliser un véhicule dans GT2 prenait une journée, pour GT3 cette même tâche prenait quinze jours), la nouvelle console de Sony présente aussi une architecture complexe et encore mal connue, ce qui la rend difficile à programmer. En conséquence, le développement du jeu prend du retard. À cela s'ajoute l'intransigeance de Kazunori Yamauchi, président de Polyphony Digital et producteur du jeu, qui ne veut pas sortir un jeu dont il ne serait pas satisfait. Finalement Yamauchi ne cède pas aux pressions de sa hiérarchie et obtient un délai pour sortir le jeu au printemps 2001. Le projet est par la même occasion remanié, il prend son appellation définitive de 3e épisode de la série, et les développeurs en profitent pour optimiser le moteur de jeu et intégrer de nouveaux tracés. Une anecdote veut que pendant les dernières semaines de production, les locaux de Polyphony Digital soient restés occupés 24h sur 24, les employés se relayant jour et nuit pour terminer le jeu dans les temps, quitte à dormir sur le lieu de travail. 
À sa sortie, le jeu a servi de vitrine technologique pour la PlayStation 2 en matière de réalisme, en démontrant les capacités de l'Emotion Engine, la puce graphique de la PS2.

## Contenu
D'un point de vue strictement comptable, Gran Turismo 3 est moins complet que son prédécesseur Gran Turismo 2 : 180 voitures seulement contre 600, à peu près autant de circuits, et les voitures d'occasion disparaissent. Cependant, le jeu propose une durée de vie conséquente (une centaine d'heures de jeu environ) grâce à un grand nombre de compétitions différentes.
Le jeu reprend les modes de jeu et les principes qui ont fait le succès de la série : mode arcade ou Gran Turismo, avec une conduite axée sur la simulation, des courses à longueur variable (de quelques tours aux courses d'endurance), etc.

« On ne change pas une équipe qui gagne. »

— Kazunori Yamauchi
Parmi les nouveautés, certaines courses se déroulent désormais sous la pluie. Les courses de rallye sont aussi plus complètes (plus de véhicules, comportements routiers améliorés). Pour la première fois, le jeu est compatible avec les volants retour de force (le jeu fut même vendu en pack avec le volant Logitech GT Force au prix de 1 090 francs), ce qui constitue un vrai plus pour l'expérience de jeu. Enfin, il permet à six joueurs de se confronter en réseau local (via une connexion i.Link).

### Le modeArcade
C'est un mode de base, les différents modes de jeu sont la course simple, les courses contre-la-montre, la pratique libre, et les courses en multijoueur.

#### Les courses simples
Ici, le but est d'arriver premier sur une course. Les circuits sont divisés en six groupes de six circuits. Au départ, un seul groupe de circuits est disponible, et au fur et à mesure des victoires, un nouveau groupe de six circuits est débloqué. Mais remporter les courses dans un niveau de difficulté supérieur offre de nouveaux véhicules, qui sont répartis en cinq classes :
- la classe C qui réunit des voitures de faible puissance, des citadines en majorité ;
- la classe B qui offre des véhicules plus sportifs, d'environ 200 chevaux ;
- la classe A qui donne des véhicules encore plus racés tels que la Chevrolet Corvette ou la Ford Mustang ;
- la classe S qui réunit des véhicules de course du DTM, du JGTC ou des 24 heures du Mans ;
- la classe Rallye qui comme son nom l'indique, offre des véhicules de rallye. Ces véhicules sont les seuls utilisables dans les épreuves de Rallye.

Il est aussi possible d'utiliser en mode Arcade les véhicules gagnés ou achetés dans le mode Gran Turismo.

#### Les contre-la-montre
Il y a dix épreuves dans ce mode. Le but est de décrocher le meilleur temps sur ces dix épreuves avec un véhicule et un circuit donné. Il est interdit de sortir de la piste ou de percuter un mur ou une rambarde de sécurité trop violemment, sous peine de recevoir un échec et de devoir recommencer. Petite anecdote, c'est Kazunori Yamauchi lui-même qui dispose du meilleur temps de la dernière épreuve, qui consiste à réaliser un tour du circuit Complex String, un long circuit fait pour s'exercer. Une fois les dix meilleurs temps obtenus, la Panoz Esperante GTR-1 est désormais dans le garage du joueur en mode Gran Turismo, une voiture de course très puissante.

#### La pratique libre
La pratique libre est un mode d'entraînement, où il est possible de tester sa voiture sur n'importe quel circuit et de la régler. Cependant, pour pouvoir profiter pleinement de ce mode, il faut débloquer tous les circuits en mode Course Simple.

#### Les modes multijoueur
Ils sont au nombre de deux. Il y a l'écran splitté (jouable jusqu'à deux joueurs) et le mode I.Link, qui est une forme de jeu en réseau local, qui consiste à relier six PlayStation 2 ensemble pour faire une course. Il s'agit juste d'une course, paramétrable dans le menu des options.

### Le mode Gran Turismo
C'est le mode principal du jeu. Il propose de créer une carrière de pilote, en commençant avec des voitures peu puissantes et en terminant par des courses d'endurance dans des véhicules de course.

#### L'accueil
L'accueil est une sorte de centre, d'espace personnel. Il dispose d'un garage, où sont stockées les voitures achetées et gagnées, d'une zone d'essai sur certains circuits pour tester une voiture, et de quelques menus pour sauvegarder et connaître les statistiques de la partie.

#### Les courses
Il y a cinq modes dans les courses :
- le mode Débutant qui propose des courses contre des adversaires faibles avec des véhicules peu puissants ;
- le mode Amateur plus compliqué, qui offre des défis plus relevés et plus longs ;
- le mode Professionnel long et difficile, avec des courses et des championnats longs avec usure des pneus à pratiquement toutes les courses ;
- le mode Endurance qui propose une douzaine de courses très longues d'une heure et plus (la course la plus longue peut atteindre 3 heures) ;
- le mode Rallye qui offre des épreuves sur terre et sur asphalte humide.

Chaque mode est divisé en une trentaine d'épreuves, qui peuvent se décliner de deux manières :
- les défis solo qui consistent à remporter entre trois et cinq courses indépendantes ;
- les championnats qui consistent à gagner le plus de points possible lors d'un championnat allant de cinq à dix courses.

Les défis solo une fois terminés offrent une seule et unique fois une voiture, les championnats offrent une voiture choisie au hasard parmi quatre et qui peut être regagnée par la suite.

#### Les permis
Les permis sont indispensables pour participer aux courses. Ils sont au nombre de six, découpés en huit épreuves :
- le permis B qui permet d'apprendre ou de réapprendre les bases de la conduite ;
- le permis A qui pousse plus loin les bases de la conduite ;
- le permis International B ou IB qui propose des épreuves plus techniques ;
- le permis International A ou IA qui offre des épreuves encore plus techniques ;
- le permis Spécial ou S qui propose des contre-la-montre avec une voiture et un circuit imposé ;
- le permis Rallye ou R indépendant des cinq autres qui permet de maîtriser les bases du rallye.

Pour pouvoir faire le permis S, il faut d'abord terminer le permis IA, et pour le débloquer, il faut avoir fini le IB et ainsi de suite. Le permis Rallye (ou R) est indépendant des autres et il est possible de le passer directement.
Les épreuves de permis se présentent sous une forme d'épreuves, qu'il faut réussir en un temps imparti. En fonction de la performance, une médaille est attribuée.

##### Les permis en or
Si toutes les épreuves d'un permis sont réussies avec la médaille d'or, une récompense est attribuée. Plus le permis est difficile, plus la voiture gagnée est importante.

#### Les concessionnaires et les pièces
Chaque course permet de gagner des crédits (la monnaie de Gran Turismo), qui permettent d'acheter des nouveaux véhicules et des pièces de performances. Il y a six types de pièces :
- les suspensions ;
- les améliorations du moteur ;
- la transmission ;
- le turbocompresseur ;
- les pneus ;
- les autres modifications (réduction du poids et systèmes de stabilité).

Les concessionnaires permettent d'acheter les véhicules et sont classés par pays :
- les véhicules japonais (tels que Toyota, Nissan, Honda…) ;
- les véhicules américains (Chrysler, Chevrolet, Ford…) ;
- les véhicules italiens (Alfa Romeo, Pagani, Lancia ou Fiat) ;
- les véhicules français (Peugeot, Renault et Citroën) ;
- les véhicules britanniques (Aston Martin, TVR, MG…) ;
- les véhicules australiens (Tickford) ;
- les véhicules allemands (BMW, Audi…) ;
- les véhicules belges (Gillet).

#### Les tests du véhicule
Il y a trois épreuves :
- le 0-400 mètres (mesure du temps) ;
- le 0-1 000 mètres (mesure du temps) ;
- la vitesse maximale (mesure de la vitesse atteinte aux 7 kilomètres du circuit).

Toutes ces épreuves permettent de comparer les performances des véhicules, sur un circuit : Test Course, qui fait plus de 10 kilomètres.

#### LeGT Auto
Le GT Auto sert à deux choses : faire la vidange du véhicule et le lavage. La vidange permet d'augmenter légèrement la puissance du véhicule lorsqu'on la fait pour la première fois. Ensuite, après 300 kilomètres parcourus avec le véhicule, la puissance du véhicule baisse et faire la vidange s'avère nécessaire pour reprendre la puissance perdue. Le lavage du véhicule n'a quant à lui aucune influence sur les performances du véhicule et permet juste d'avoir une voiture plus propre lors de ralentis de course.

## Le système de jeu en course
En fonction du type de course, vous serez confrontés à un adversaire (circuit sur chemin de terre), trois adversaires (circuit sur route mouillée), et cinq adversaires (courses sur route normales). À cause du nombre de concessionnaires, il n'y a pas de dégâts dans le jeu. Le nombre de tours est variable, selon le type de course et le niveau de difficulté.

## Liste des concessionnaires

### Allemagne
- Audi
- BMW
- Mercedes-Benz
- Opel (remplacé par Vauxhall en version anglaise)
- Ruf (préparateur sur base Porsche)
- Volkswagen

### Australie
- Tickford (Il s'agit de la division sportive de Ford en Australie)

### Belgique
- Gillet

### États-Unis
- Acura (remplace Honda dans la version américaine)
- Chevrolet
- Chrysler
- Dodge
- Ford
- Panoz
- Shelby

### France
- Citroën
- Peugeot
- Renault

### Italie
- Alfa Romeo
- Fiat
- Lancia
- Pagani

### Japon
- Daihatsu
- Honda
- Mazda
- Mine's (Préparateur de Nissan et Mitsubishi)
- Mitsubishi
- Mugen (Préparateur de Honda)
- Nismo (Préparateur de Nissan)
- Nissan
- Polyphony (Formule 1 non officielles)
- Spoon Sports (préparateur de Honda)
- Subaru
- Suzuki
- TOM'S (préparateur de Toyota)
- Tommy Kaira (Préparateur et créateur de concept car)
- Toyota
- TRD (préparateur de Toyota)

### Royaume-Uni
- Aston Martin
- Jaguar
- Lister
- Lotus
- Mini
- TVR
- Vauxhall (remplace Opel en version anglaise)

### Nouvelles marques
Quatre nouvelles marques (Gillet, Tickford, Panoz, Pagani), sont présentes dans le jeu, et deux nouveaux pays (l'Australie et la Belgique) sont représentés par rapport à l'opus précédent.

### Marques retirées du jeu
Certaines marques présentes dans Gran Turismo 2 ne le sont pas dans cet opus : c'est le cas de Venturi et de Vector. Plymouth reviendra dans Gran Turismo 4 et MG dans Gran Turismo 5.

### Formule 1
Les Formule 1 occupent une place à part dans le jeu. Leur nombre peut varier selon les différentes versions du jeu, et elles n'appartiennent à aucun constructeur, c'est-à-dire que ce sont des modèles indépendants. La version européenne du jeu accueille les Polyphony001 et Polyphony002, qui sont presque identiques, la deuxième est équipée d'un turbo.

## Liste des circuits
| Circuits réels               | Circuits réels | Circuits réels    | Circuits réels               |
| No.                          | Nom | Lieu              | Pays                         |
| ---------------------------- | --- | ----------------- | ---------------------------- |
| 1                            | Mazda Raceway Laguna Seca                                                                                                 | Monterey          | États-Unis                   |
| 2                            | Côte d'Azur (Le nom est fictif mais le circuit est bien réel, il s'agit du circuit du grand prix de Monaco de formule 1.) | Monaco            | Monaco                       |
| 3                            | Super Speedway | Motegi            | Japon                        |
| Circuits urbains (fictifs)   | |                   |                              |
| N°                           | Nom | Lieu supposé      | Pays                         |
| 1                            | Seattle | Seattle           | États-Unis                   |
| 2                            | Circuito di Roma | Rome              | Italie                       |
| 3                            | Tokyo R246 | Tokyo             | Japon                        |
| Circuits originaux (fictifs) | |                   |                              |
| N°                           | Nom | Lieu supposé      | Pays                         |
| 1                            | Swiss Alps | Station Eigerwand | Suisse                       |
| 2                            | Tahiti Circuit | Tahiti            | France (Polynésie Française) |
| 3                            | Tahiti Maze | Tahiti            | France (Polynésie Française) |
| 4                            | Trial Mountain Circuit |                   |                              |
| 5                            | Grand Valley Speedway |                   |                              |
| 6                            | Deep Forest Raceway |                   |                              |
| 7                            | Apricot Hill Speedway |                   |                              |
| 8                            | Complex String |                   |                              |
| 9                            | Midfield Raceway |                   |                              |
| 10                           | Smokey Mountain |                   |                              |
| 11                           | Special Stage Route 11 |                   |                              |
| 12                           | Special Stage Route 5 |                   |                              |
| 13                           | Test Course |                   |                              |

## Accueil
Gran Turismo 3 est très bien accueilli par la presse mondiale. Il reçoit une note moyenne de 94 % dans les médias anglosaxons.
- IGN : 9.8/10
- GameSpot : 9.4/10
- Jeuxvideo.com : 18/20
- Joypad : 9/10
- Gamekult : 9/10
- Consoles + : 98/100
- Overgame : 9.5/10
- PlayStation 2 Le Magazine Officiel : 9/10